# Каминя
 Тази статия е за града в Португалия.  За общината вижте Каминя (община).  
Каминя (на португалски: Caminha) е град в окръг Виана ду Кащелу, северозападна Португалия. Населението му е 2220 души (по данни от преброяването от 2011 г.), а това на едноименната община – 15 897 жители (по приблизителна оценка за 2017 г.).
Разположен е на левия бряг на река Миню, която образува границата с Испания, на 2 km от нейното вливане в Атлантическия океан. Селището възниква през Римската епоха, а през XIII век е силно укрепено, тъй като се намира на границата между Галисия и мюсюлманските владения на юг.